# District de Gökdepe
Le district de Gökdepe (turkmène : Gökdepe etraby, Гɵкдепе этрабы) est un district du Turkménistan situé dans la province d'Ahal.
C'est le lieu de naissance de Gourbangouly Berdimouhamedov, président du pays depuis 2006.